# Oecetis desaegeri
Oecetis desaegeri är en nattsländeart som beskrevs av Jacquemart 1967. Oecetis desaegeri ingår i släktet Oecetis och familjen långhornssländor. Inga underarter finns listade i Catalogue of Life.